# Universidad Católica Nordestana
La Universidad Católica Nordestana (UCNE) es una universidad privada fundada el 14 de marzo de 1978, por un grupo de ciudadanos francomacorisanos preocupados por el desarrollo de la región del noreste. Es una Institución Católica de Estudios Superiores para servicios a la comunidad, dirigida por el Obispado de San Francisco de Macorís, y patrocinada por la Fundación Universitaria Católica Nordestana, Inc.
La Universidad Católica Nordestana, fundamentada en el nuevo humanismo cristiano, procura por medio de su quehacer educativo, científico y tecnológico contribuir al desarrollo integral de la persona humana.

## Historia
Fue reconocida como Universidad Nordestana (UNNE) por el Poder Ejecutivo de la República Dominicana, mediante el Decreto n.º 3487 del 14 de julio de 1978 (Mil Novecientos Setenta y Ocho) de acuerdo con las leyes n.º 273 del 27 de junio de 1966 y n.º 236 del 23 de diciembre de 1967, autorizándola a "expedir títulos académicos con los mismos alcances, fuerza y validez que tienen los expedidos por las instituciones oficiales autónomas de igual categoría" y erigida como Universidad Católica Nordestana (UCNE) por Decreto n.º 87 emitido por el Obispo de la diócesis de San Francisco de Macorís en fecha 18 de agosto del año 2001, atendiendo a la resolución dada con carácter irreversible por la Fundación Universitaria Nordestana Inc., en fecha 23 de noviembre del año 2000.

## Ubicación
La universidad está ubicada en la ciudad de San Francisco de Macoris en la sección de Los Arroyos. Anteriormente funcionaba frente al Parque Duarte de dicha ciudad, el edificio aún se mantiene en funcionamiento con aulas para post grados, maestrías y escuela de inglés.

## Misión
La Universidad Católica Nordestana tiene como propósito fundamental contribuir 
al desarrollo científico, tecnológico, sociocultural y espiritual a través del proceso
de enseñanza-aprendizaje, de la investigación y la extensión, en el marco de los 
principios ético-cristianos, que procuran la realización integral del ser humano, 
dentro de una sociedad pluralista y en constante proceso de cambio.

## Visión

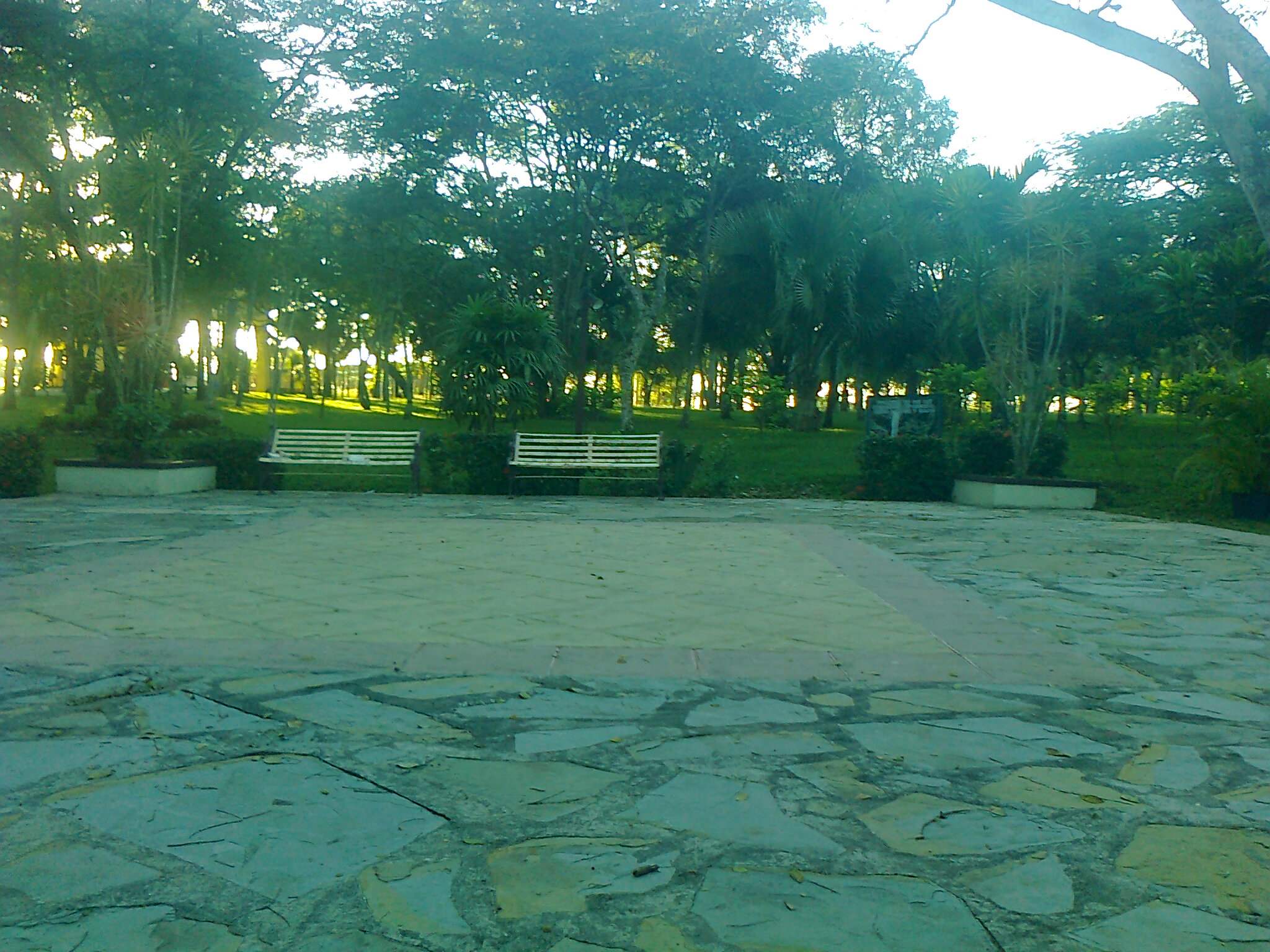
Vista explanada frontal de la biblioteca en la Universidad Católica Nordestana (UCNE)

La Universidad Católica Nordestana, procura ser reconocida por la alta calidad de sus egresados, la excelencia académica, sus aportes al desarrollo científico, tecnológico y la promoción de los valores de la persona humana.
Objetivos
a) Desarrollar conocimiento del ser humano mediante la adquisición de los conocimientos, habilidades, destrezas y actitudes que permitan a sus egresados dar respuestas adecuadas a las exigencias y desafíos de su campo profesional y contribuir con espíritu de servicio a mejorar su entorno social.
b) Formar profesionales para la vida conforme a los principios y valores que orientan su inspiración cristiana.
c) Buscar la verdad a través de los métodos de las ciencias, descubrirla y comunicarla en todos los campos del conocimiento.
d) Mantener un ambiente pertinente a los fines de su filosofía, misión y visión institucional, asegurando la libertad de cátedra y de investigación en el marco de los principios del rigor científico y de respeto a la dignidad de la persona humana.
e) Contribuir con los avances de la comunidad nacional e internacional, mediante la formación de profesionales capaces de responder a las demandas de la sociedad para su desarrollo material y espiritual.
f) Desarrollar competencias para aplicar de manera creadora los conocimientos adquiridos y para renovarlos constantemente en una actitud proactiva y de apertura al desarrollo científico, tecnológico y cultural.
g) Intervenir directamente en la solución de problemas de la comunidad, como escenario para el libre debate de las ideas y, mediante propuestas concretas a las necesidades y conflictos sociales a través de la investigación y de actividades de servicio.
h) Fomentar la práctica investigativa, el espíritu crítico, el pensamiento lógico y la creatividad, en un clima de libertad, participación y de tolerancia ante la diversidad.
i) Promover la integración del saber, la interdisciplina y el desarrollo integral de la persona humana.
j) Propiciar la cultura de la solidaridad, de la tolerancia y de la paz.

## Carreras ofrecidas
- Medicina
- Odontología
- Educación Básica
- Educación Mención Ciencias Sociales
- Educación preescolar
- Educación Mención Lenguas Modernas
- Administración de Empresas
- Contabilidad
- Mercadeo
- Administración de Empresas Turísticas Hoteleras
- Ingeniería en Sistemas y Cómputos
- Ingeniería Civil
- Arquitectura
- Derecho
- Psicología

- Datos: Q5852878